# Lee "Scratch" Perry
Lee "Scratch" Perry (născut Rainford Hugh Perry; n. 20 martie 1936, Kendal⁠(d), Manchester Parish⁠(d), Middlesex County⁠(d), Jamaica – d. 29 august 2021, Lucea⁠(d), Comitatul Cornwall, Jamaica, Jamaica) a fost un muzician, foarte influent în dezvoltarea muzicii reggae și dub în Jamaica și nu numai. Perry folosește mai multe pseudonime printre care Pipecock Jackxon și The Upsetter.

## Începutul carierei
Cariera muzicală a lui Perry a început la sfârșitul anilor 1950, ca vânzător de discuri pentru Clement Coxsone Dodd. Deși relația sa cu Dodd era una tulburată, Lee a reușit să înregistreze aproape 30 de piese pentru casa de discuri. Dezacorduri între părți dar și din cauza unor conflicte de personalitate și financiare, l-au determinat pe "Scratch" să părăsească studioul și să caute noi piețe muzicale de desfacere. El a găsit curând o nouă casă la Joe Gibbs Amalgamated Records. 
Lucrând cu Gibbs, Perry și-a continuat înregistrările, dar, din nou, problemele financiare au cauzat conflicte. Lee a rupt legăturile cu Gibbs și și-a creat propria casă de discuri, Upsetter, în 1968. Primul lui single "People Funny Boy", care era o insultă îndreptată spre Gibbs, s-a vândut în 60.000 copii numai în Jamaica. Din 1968 până în 1972 el a lucrat cu trupa lui de studio The Upsetters. În timpul anilor 1970, Perry a lansat numeroase discuri, care au devenit cunoscute în Jamaica și în Marea Britanie. El a devenit repede cunoscut pentru tehnicile sale de producție inovatoare și caracterul său excentric.